# Sveti Ivan (Oprtalj)
Pour les articles homonymes, voir Sveti Ivan.
Sveti Ivan (en italien : San Giovanni) est une localité de Croatie située en Istrie, dans la municipalité d'Oprtalj, dans le comitat d'Istrie. En 2001, la localité comptait 39 habitants.

## Démographie
| 1948 | 1953 | 1961 | 1971 | 1981 | 1991 | 2001 |
| ---- | ---- | ---- | ---- | ---- | ---- | ---- |
| 204  | 176  | 110  | 69   | 57   | 52   | 39   |